# 达尼埃尔·纳西斯
达尼埃尔·纳西斯（法語：Daniel Narcisse，1979年12月16日—），法国男子手球运动员。他曾代表法国参加2004年、2008年、2012年和2016年夏季奥林匹克运动会手球比赛，共获得二枚金牌和一枚银牌。